# Letitia Bushe

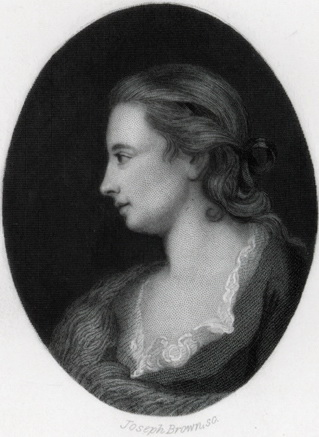
Letitia Bushe

Letitia Bushe (* um 1710 in Dangan, County Kilkenny, Irland; † 17. November 1757 in Dublin) war eine irische Miniaturmalerin, Landschaftsmalerin und Aquarellistin.

## Leben
Bushe war die jüngste Tochter des Arthur Bushe – Sekretär auf dem Finanzamt – und seiner Ehefrau Mary, geborene Forth. ihr Geburtsjahr ist unbekannt und wird zwischen 1705 und 1710 vermutet. Nicht überliefert ist ebenso ihr künstlerischer Status. Sie wurde als „Dilettantin in der Porträt-Miniaturmalerei“ beschrieben. Vermutlich wurde Bushe in der Familie des Londoner Malers Bernard Lens (1682–1740) geschult.
Um 1731 erkrankte sie an den Pocken, wodurch ihr Aussehen derart entstellt wurde, dass sie nicht heiraten konnte. Nach dem Tod des Vaters blieb sie mittellos zurück. Sie war in enger Freundschaft mit Mary Delany verbunden, mit der sie viel Zeit verbrachte. Delany schrieb über sie:

“A prettier creature than Letitia Bushe I never saw before that malicious distemper seized upon her (the distemper was the small-pox). Good-humoured and innocent, without the least conceit of her beauty – she paints delightfully.”

„Ein hübscheres Geschöpf als Letitia Bushe habe ich nie gesehen, bevor die bösartige Staupe sie befiel (die Staupe waren die Pocken). Gutmütig und unschuldig, ohne den geringsten Dünkel ihrer Schönheit – sie malt entzückend.“

1745 kam Bushe nach Dublin, wo sie 1757 in ihrem Zimmer in der Dawson Street starb und in der St. Andrew’s Church beigesetzt wurde.

## Werk (Auswahl)
- 1736 Ein Blick auf Bray in der National Gallery of Ireland
- 1743 Ansicht von London von Hampstead Heath aus gesehen
- Ansichten von Bath und Bristol
- antiquarische Zeichnungen für den irischen protestantischen Bischof Robert Clayton (1695–1758)